# Olaf Brzeski
Olaf Brzeski (ur. 1975 we Wrocławiu) – polski rzeźbiarz, rysownik oraz twórca instalacji i filmów eksperymentalnych.

## Życiorys
Studiował na Wydziale Architektury Politechniki Wrocławskiej (1994–1995), absolwent Akademii Sztuk Pięknych we Wrocławiu (1995–2000). Dyplom z rzeźby uzyskał w 2000 w pracowni prof. Leona Podsiadłego. Zadebiutował w 2001 wygraną w konkursie na pomnik Pomarańczowej Alternatywy. Pracuje w brązie, żywicach i w ceramice. Mieszka i tworzy we Wrocławiu.

## Nagrody i wyróżnienia
- nagroda i realizacja w konkursie na pomnik działalności Pomarańczowej Alternatywy we Wrocławiu (2001)
- Stypendium Ministra Kultury (2007)
- Stypendium Ministra Kultury – „Młoda Polska” (2009)[1]
- nominacja do IV edycji konkursu Spojrzenia – Nagroda Fundacji Deutsche Bank (2009}[4][5]

## Wystawy
- „Tylko dla zwierząt” – BWA, Wrocław (2004)[6]
- „Tylko dla ludzi” – BWA, Wrocław (2006)[6]
- „Nazajutrz” – Centrum Kultury „Zamek”, Poznań (2007)[7]
- „A-Hauset” – niezależna wystawa w przestrzeni budynków pracowni artystycznych, Kopenhaga, Dania (2007)[1]
- „Pan myśliwy” – Galeria Okna, Warszawa (2008)[6][8][7]
- „Spojrzenia” – Zachęta Narodowa Galeria Sztuki, Warszawa (2009)[7]
- „EAST INTERNATIONAL” – Norwich, Wielka Brytania (2009)[7]
- „Take a Look At Me Now” – Salisbury Centre for Visual Arts, Norwich, Wielka Brytania (2009)[7]
- „Le Coeur Est Un Chasseur Solitaire” – Gare Saint-Sauveur, Lille, Francja (2009)[7]
- „Sen-Samozapłon” – BWA, Zielona Góra (2010)[9]
- „Żelazo” – Fabryka Sztuki, Łódź (2010)[10]
- „A twarz miał obrośniętą uszami, jak dno łodzi ostrygami...” – Galeria Czarna, Warszawa (2010)[10][9]
- „Upadek człowieka, którego nie lubię” – Galeria Sztuki Współczesnej, Opole (2012)[11][12]
- „Skąd możesz wiedzieć, co robisz, gdy śpisz?” – Galeria Sztuki Współczesnej „Bunkier Sztuki”, Kraków (2012)[13]
- „Samolub” – Centrum Sztuki Współczesnej Zamek Ujazdowski, Warszawa (2013)[14]
- „Samo serce” – Galeria Raster, Warszawa (2013-2014)[15]
- „MEGALOMANIA” – Galeria Raster, Warszawa (2015)[16]

## Publikacje
- Łukasz Orbitowski (autor), Olaf Brzeski (ilustrator): Dzieci z jeziora. Bunkier Sztuki. ISBN 978-83-62224-17-3. Brak numerów stron w książce

## Galeria
Sztuka Olafa Brzeskiego według Karola Sienkiewicza opiera się na surrealistycznych wizjach, które wciela w życie na taśmie filmowej, w postaci trójwymiarowych rzeźb oraz realizacji przestrzennych. Natomiast zgodnie z anonimową recenzją ze stron Teatru Polskiego we Wrocławiu komentarze Brzeskiego na temat jego prac nie tyle stanowią autorską interpretację, co fantastyczne historie, które jego realizacje mają ilustrować, a raczej uwiarygadniać. W ten sposób Brzeski tworzy nowe światy i powołuje do życia ich niecodziennych mieszkańców.

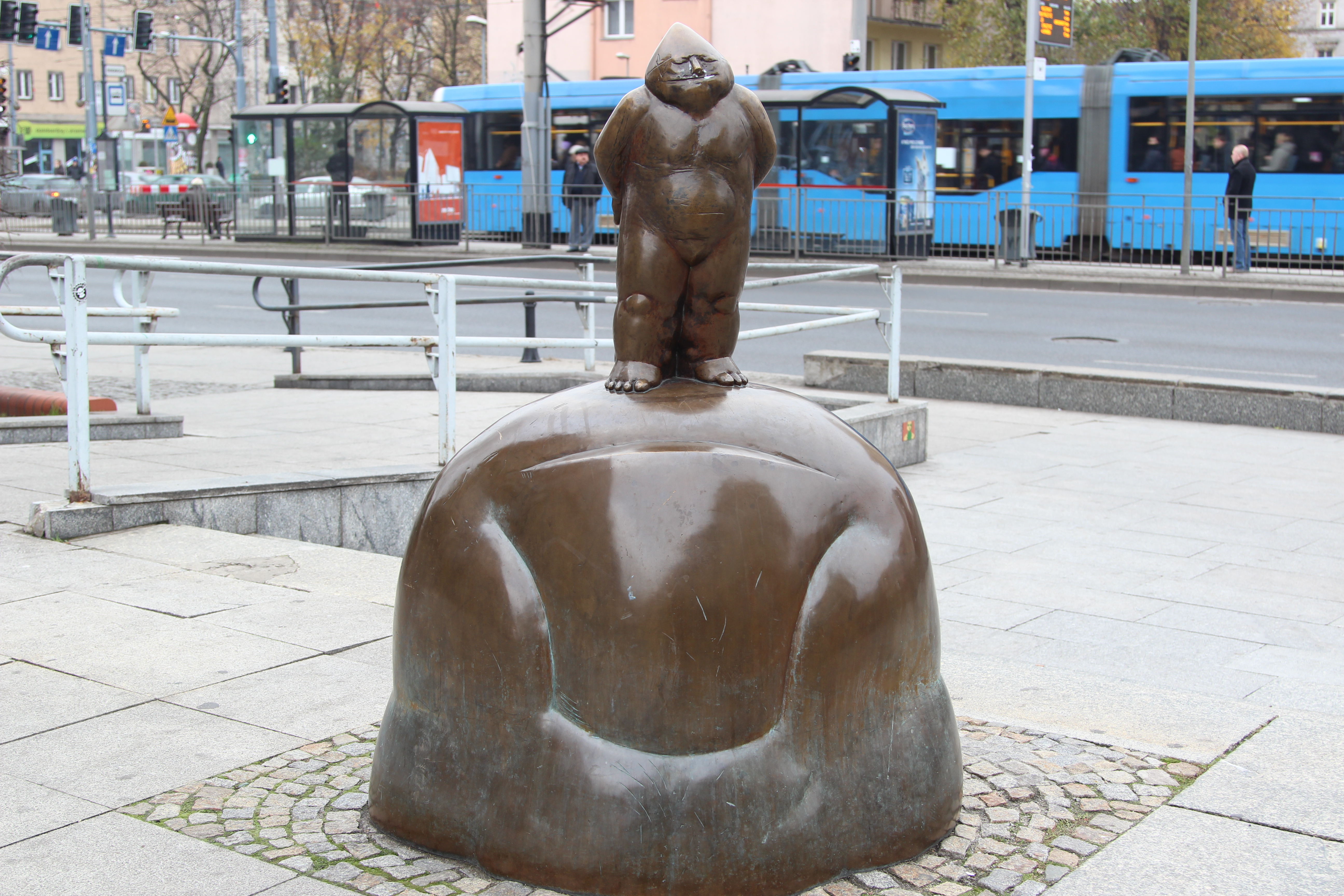
Papa Krasnal (2001)
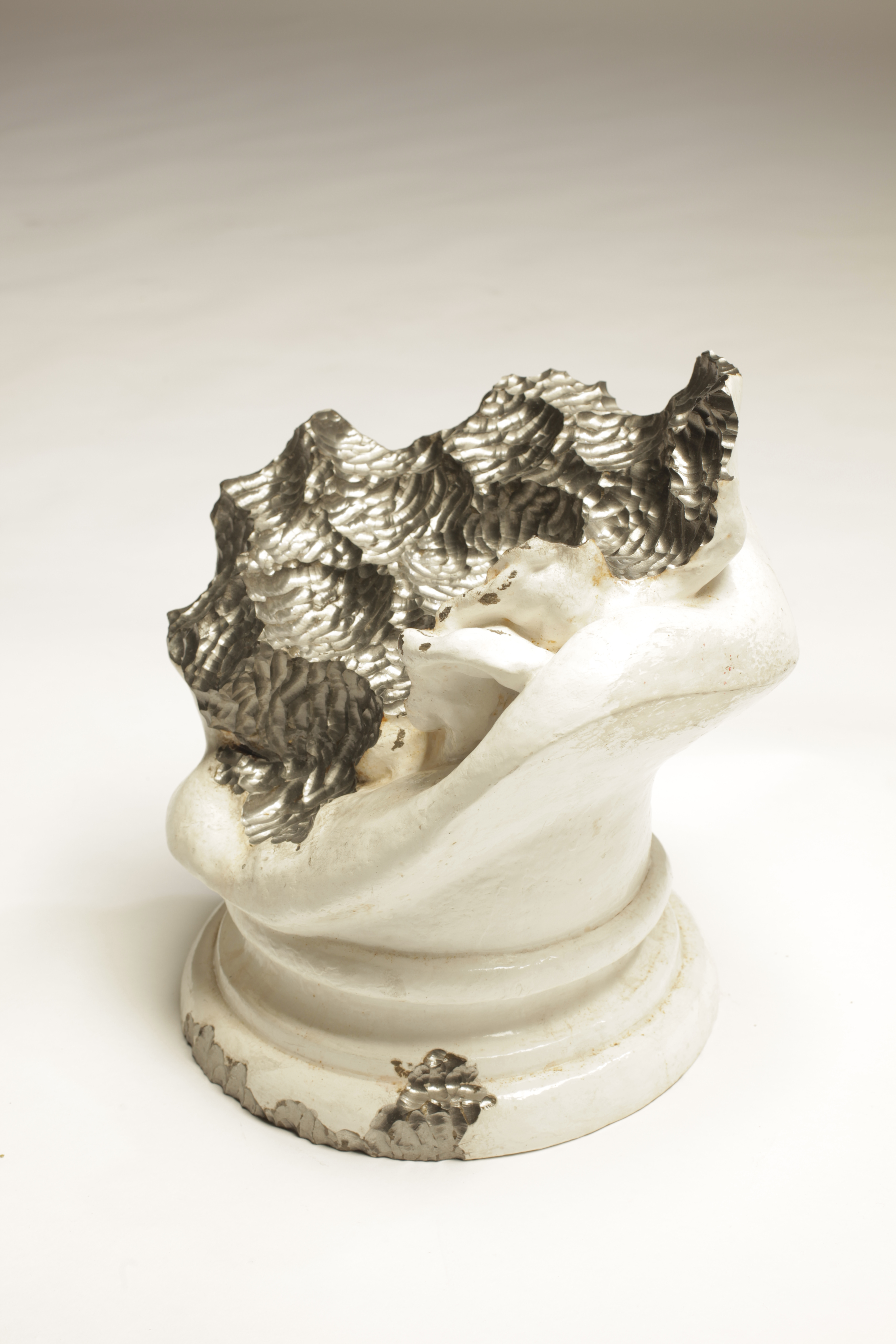
Rzeźba zjedzona przez ślimaka (2008)
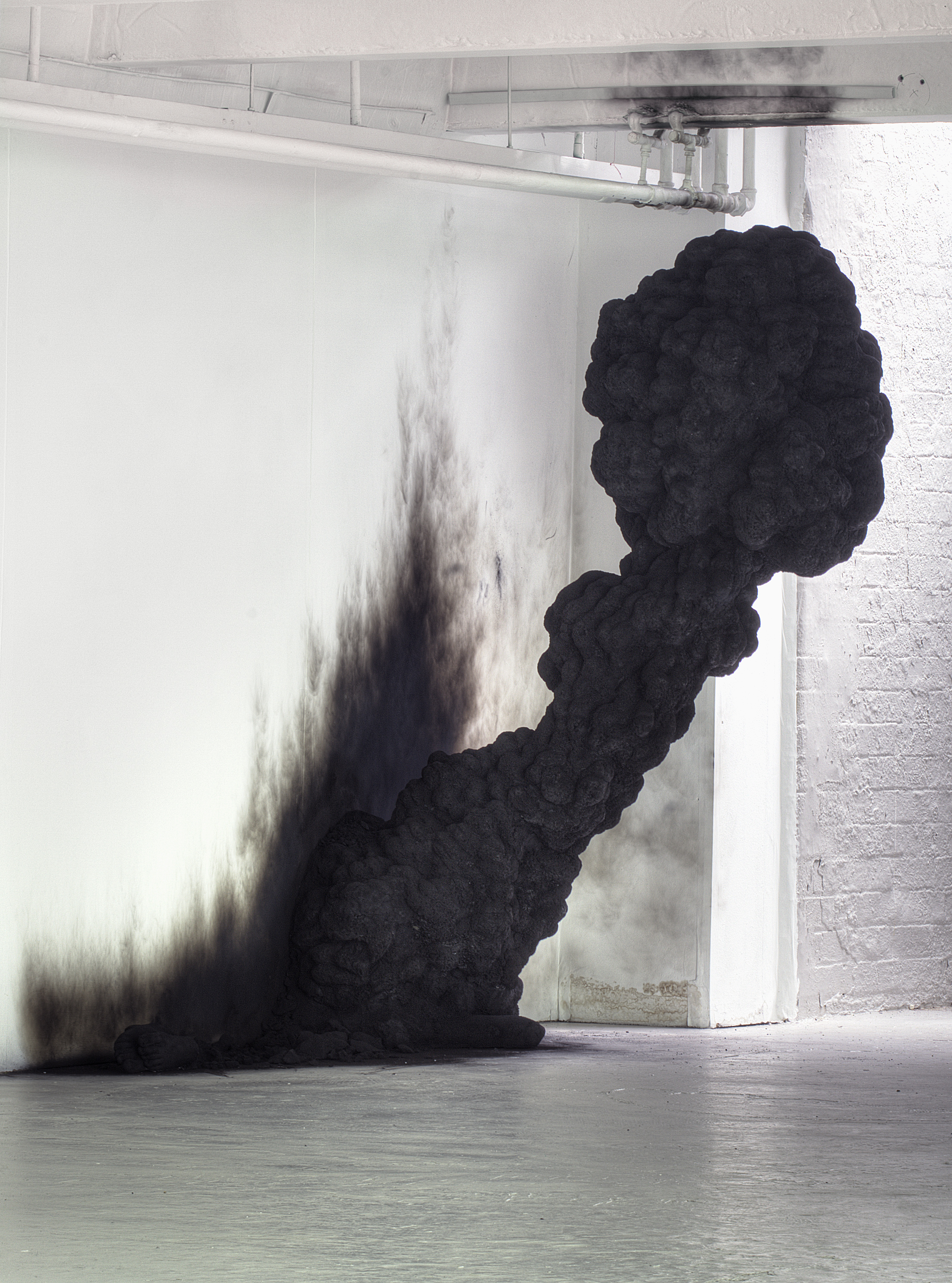
Sen – samozapłon (2008)
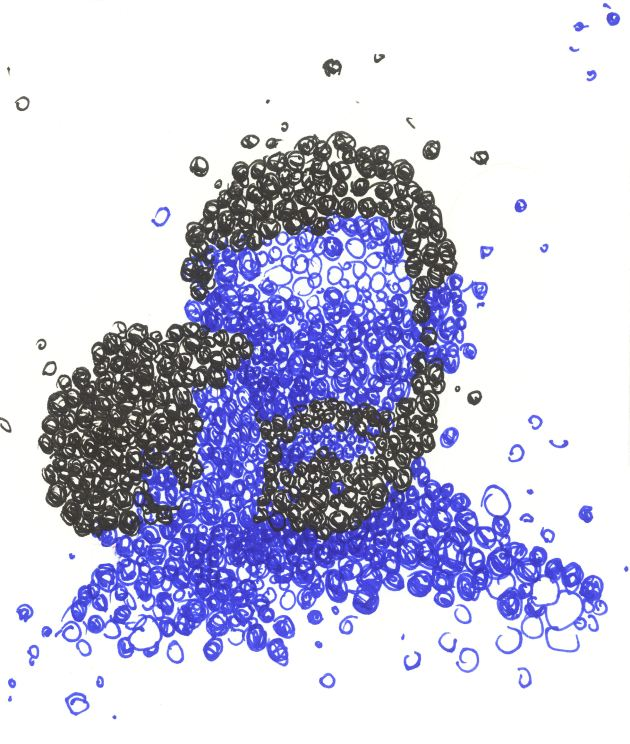
Bez tytułu rysunek do bajki „Dzieci z jeziora” (2012)
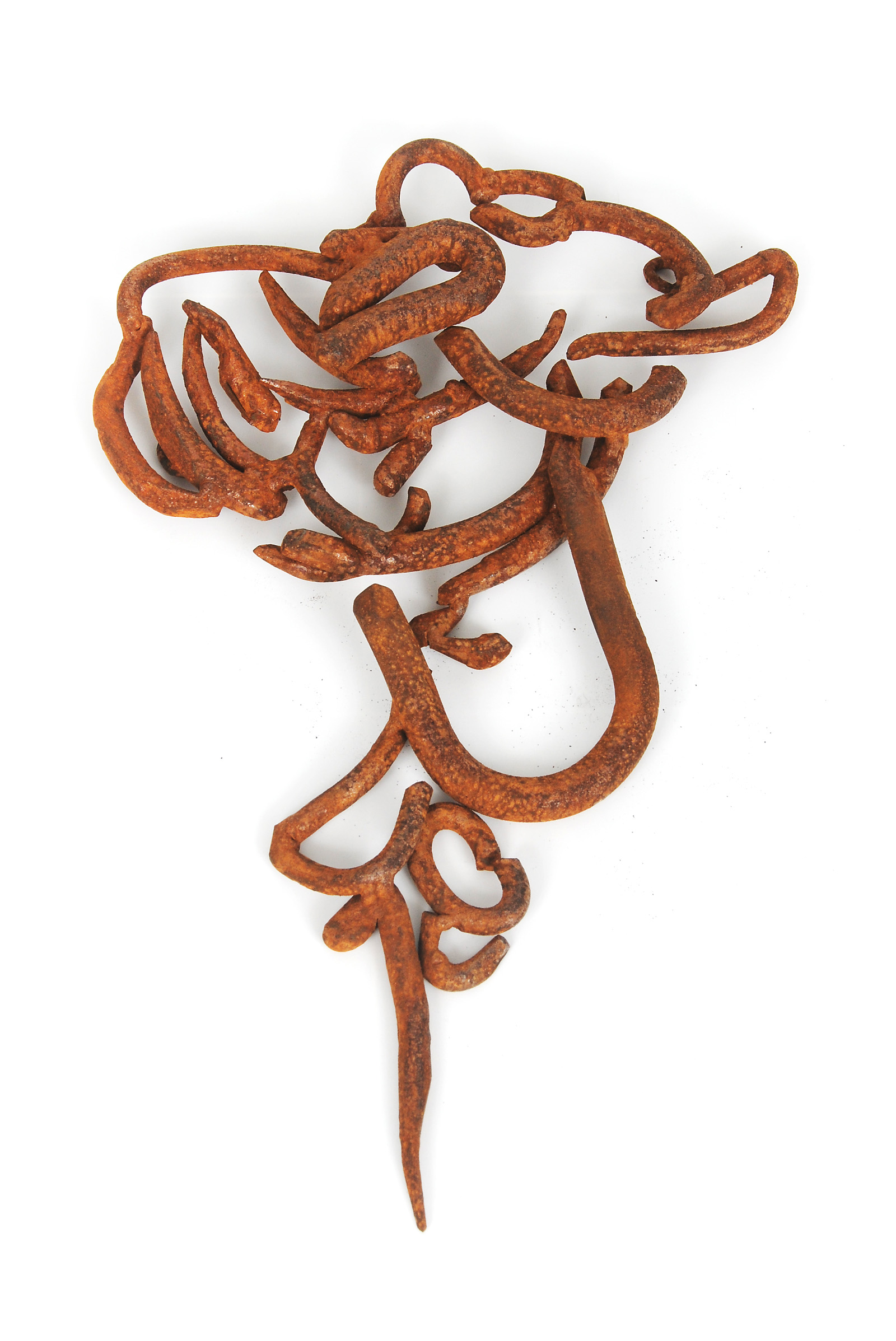
Kwiaty (Nie Mogę Od Nich Oderwać Wzroku) (2013)
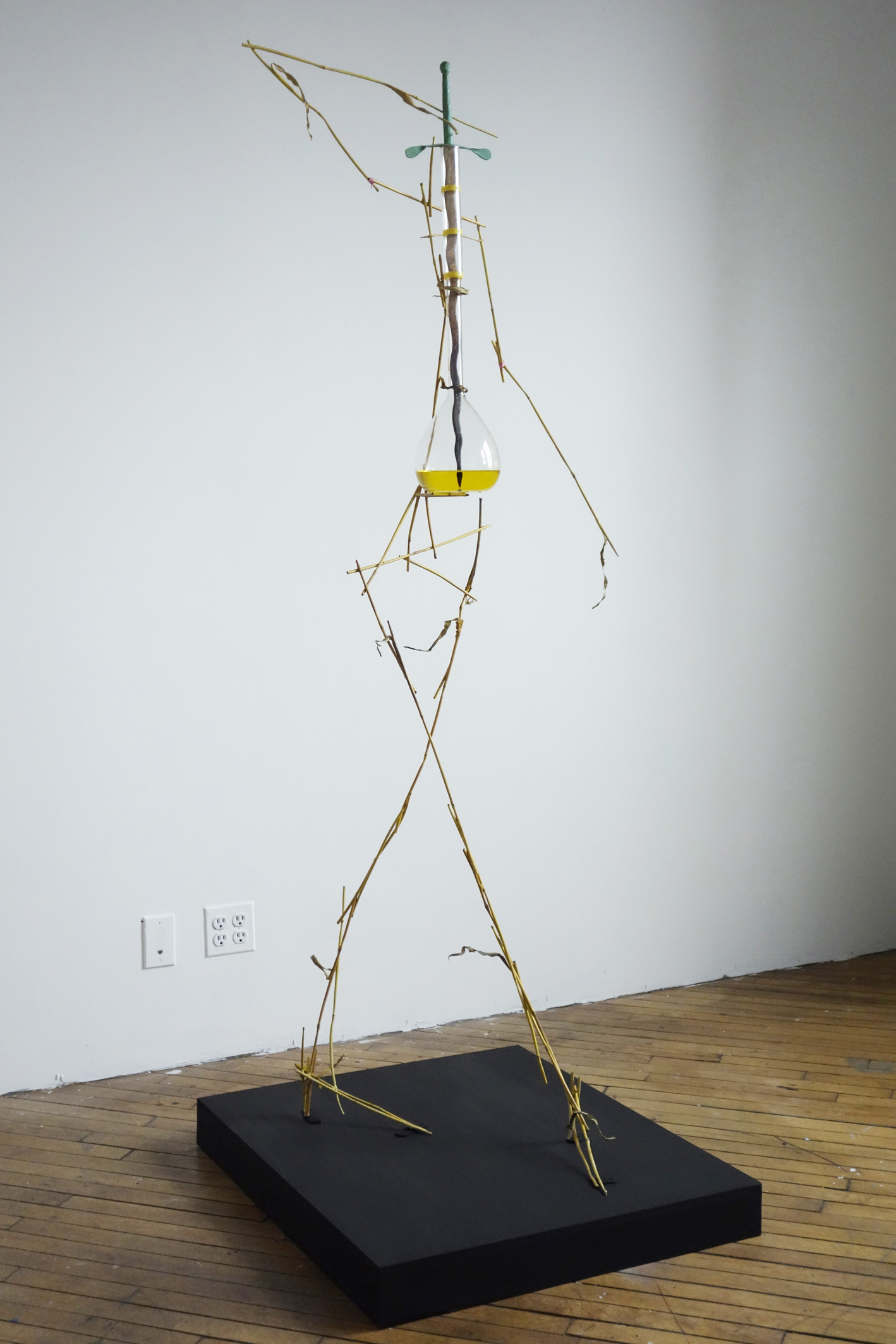
Portret Krissy Koctail (2014)